# 经典场论
经典场论是描述物理场和物质相互作用的研究的物理理论。
一个物理场可以视为在空间和时间的某一点赋予一个物理量（通常是以一种连续的方式）。例如，在气象预报中，某一天一个国家的风速可以用在空间的每一点赋予一个向量来表述（通过移动代表该日的风速的箭头）。经典场论一词通常是指表述两类基本自然力的物理理论：电磁力和重力。
这些场的表述在相对论之前就给出了，在相对论之下作了相应的改动。因此，经典理论可以归类为非相对论性和相对论性的。

## 非相对论性场
某些最简单的物理场是向量力场。历史上，第一次认真考虑了场的是法拉第表述电场的電場线。然后重力场采用了相同的表述方式。

### 牛顿重力
描述重力的经典场论是万有引力，其中重力是两个物质之间的相互作用。
一个具有重力质量{\displaystyle m}的粒子，在重力场中受到一个力{\displaystyle F}。我们可以定义重力场{\displaystyle {\vec {g}}={\frac {\vec {F}}{m}}}。 我们要求探测质量{\displaystyle m}小到它的出现不扰动重力场。牛顿引力定律说两个相隔距离{\displaystyle r}的粒子，受到如下的力的作用
{\displaystyle {\vec {F}}={\frac {Gm_{1}m_{2}}{r^{3}}}{\vec {r}}}
应用牛顿第二定律（对于常数惯性物质）{\displaystyle {\vec {F}}=m{\vec {a}}}，而观察惯性质量和引力质量的实验观察是相等的，并且达到了空前的精度。这可以导出重力场{\displaystyle g}的定义
{\displaystyle {\vec {g}}={\frac {Gm}{r^{3}}}{\vec {r}}}

### 电场
一个带电测试粒子，电荷{\displaystyle q}，受到一个力{\displaystyle F}，完全基于它的电荷。我们可以类似地表述电场{\displaystyle E}，使得{\displaystyle {\vec {F}}=q{\vec {E}}}。利用这个和库仑定律，我们定义单个电荷粒子产生的电场是
{\displaystyle {\vec {E}}={\frac {1}{4\pi \epsilon _{0}}}{\frac {q}{r^{3}}}{\vec {r}}.}

## 相对论场论
经典场论的现代表述通常要求洛伦兹共变性，因为这现在被认为是自然的基本原理。一个场论倾向于在数学上用拉格朗日量来表达。这是一个函数，用于作用原理，并给出场方程和一个该理论的守恒定律。
我们的单位全部采用c=1。

### 拉格朗日动力学
我们有一个场张量（可以是任意阶的张量），为简单起见，我们将采用一个标量，{\displaystyle \phi }。我们从这个量和它的导数构造一个标量，称为拉格朗日量密度 {\displaystyle {\mathcal {L}}(\phi ,\partial \phi ,\partial \partial \phi ,...,x).}
然后我们通过在时空积分从这个密度构造泛函作用：
{\displaystyle S[\phi ]=\int {{\mathcal {L}}[\phi (x)]\,d^{4}x}.}
然后通过施行最小作用量原理我们得到欧拉－拉格朗日方程
{\displaystyle {\frac {\delta }{\delta \phi }}S={\frac {\partial {\mathcal {L}}}{\partial \phi }}-\partial _{\mu }\left({\frac {\partial {\mathcal {L}}}{\partial (\partial _{\mu }\phi )}}\right)=0.}

## 相对论场
下面给出两个最著名的洛伦兹协变经典场论。

### 电磁场
历史上，第一个（经典）场论是（分别）表述电场和磁场的。在大量试验之后，这两个场被发现是相关的，或者说，事实上，它们是同一个场的不同方面：这个场就是电磁场。麦克斯韦的电磁场理论描述了电磁场和带电物体的相互作用。这个场论的第一个表述采用向量场来描述电和磁场。随着狭义相对论的发展，一个更好（而且更符合力学）的表述采用了张量场。这个表述采用一个表示两个场的张量而不是两个向量场分别表述电场和磁场。
我们有電磁四維勢，{\displaystyle A_{a}=\left(-\phi ,{\vec {A}}\right)}，和四維電流密度{\displaystyle j_{a}=\left(-\rho ,{\vec {j}}\right)}。每一点的电磁场可以用反对称(0,2)-阶电磁场张量（法拉第2－形式）表述
{\displaystyle F_{ab}=\partial _{a}A_{b}-\partial _{b}A_{a}.}

#### 拉格朗日函数
要得到场的动力学，我们要尝试从这个场构造一个标量。在真空中，我们有{\displaystyle {\mathcal {L}}={\frac {-1}{4\mu _{0}}}F^{ab}F_{ab}.}我们可以利用规范场论得到相互作用项，而它给出
{\displaystyle {\mathcal {L}}={\frac {-1}{4\mu _{0}}}F^{ab}F_{ab}+j^{a}A_{a}.}

#### 方程组
上式和欧拉－拉格朗日方程一起，给出所需的结果，因为E-L方程给出
{\displaystyle \partial _{b}\left({\frac {\partial {\mathcal {L}}}{\partial \left(\partial _{b}A_{a}\right)}}\right)={\frac {\partial {\mathcal {L}}}{\partial A_{a}}}.}
在一些简单的代数运算之后，这给出
{\displaystyle \partial _{b}F^{ab}=\mu _{0}j^{a}.}
于是得到一个向量方程，也就是真空麦克斯韦方程组。另外两个可以从F是A的四维旋量这个事实得到：
{\displaystyle 6F_{[ab,c]}\,=F_{ab,c}+F_{ca,b}+F_{bc,a}=0.}
其中逗号表示偏微分。

### 重力场
牛顿重力被发现和狭义相对论不一致后，爱因斯坦给出了引力的新理论称为广义相对论。这将引力作为由质量引起的几何现象（'弯曲时空'）表述，而重力场是用一个称为度量张量的张量场来表示。爱因斯坦场方程描述了这个曲率如何引入。这个场方程可以用愛因斯坦-希爾伯特作用量导出。拉格朗日量
{\displaystyle {\mathcal {L}}=\,R{\sqrt {-g}}}
其中{\displaystyle R\,=R_{ab}g^{ab}}是里奇标量，用里奇张量 {\displaystyle \,R_{ab}}给出，而度量张量{\displaystyle \,g_{ab}}，将给出真空爱因斯坦场方程：
{\displaystyle G_{ab}\,=0}
其中{\displaystyle G_{ab}\,=R_{ab}-{\frac {R}{2}}g_{ab}}是爱因斯坦张量。

## 参看
- 协变经典场论
- 电磁学
- 场 (物理)
- 广义相对论
- 广义相对论中的变分法